# Krystyna Wawrzynowicz
Krystyna Maria Wawrzynowicz (ur. 26 października 1940 w Krakowie) – polska polityk, posłanka na Sejm PRL VIII i IX kadencji.

## Życiorys
W 1963 uzyskała tytuł zawodowy magistra inżyniera geodety na Akademii Górniczo-Hutniczej w Krakowie, po czym pracowała m.in. w administracji terenowej na dolnym Śląsku. W 1965 wstąpiła do Stronnictwa Demokratycznego. Od 1975 do 1978 zasiadała w Wojewódzkiej Radzie Narodowej w Jeleniej Górze. W 1978 objęła funkcję zastępcy naczelnika (odpowiednika burmistrza) Bolesławca. Była przewodniczącą Miejskiego Komitetu SD oraz członkiem Wojewódzkiego Komitetu partii w Jeleniej Górze.
W 1980 uzyskała mandat posłanki na Sejm PRL VIII kadencji w okręgu Jelenia Góra. Zasiadała w Komisji Administracji, Gospodarki Terenowej i Ochrony Środowiska, Komisji Budownictwa i Przemysłu Materiałów Budowlanych, Komisji Przemysłu Lekkiego, Komisji Nadzwyczajnej do rozpatrzenia projektu ustawy o Radach Narodowych i Samorządzie Terytorialnym oraz w Komisji Górnictwa, Energetyki i Wykorzystania Zasobów Naturalnych. W 1985 uzyskała reelekcję. W Sejmie IX kadencji zasiadała w Komisji Górnictwa i Energetyki, Komisji Rynku Wewnętrznego i Usług, Komisji Nadzwyczajnej do rozpatrzenia projektu ustawy o zmianach w organizacji naczelnych i centralnych organów administracji państwowej, Komisji Nadzwyczajnej do rozpatrzenia projektów ustaw zmieniających przepisy dotyczące rad narodowych i samorządu terytorialnego oraz w Komisji Nadzwyczajnej do rozpatrzenia projektu ustawy o mieniu komunalnym.
Odznaczona m.in. Srebrnym i Złotym Krzyżem Zasługi.